# Wright R-790
Con il nome di Wright R-790 Whirlwind ("vortice" o "mulinello", in lingua inglese) viene genericamente individuata una serie di motori aeronautici con architettura radiale a nove cilindri e cilindrata di circa 790 in³, costruiti dall'azienda statunitense Wright Aeronautical Corporation a partire dalla metà degli anni venti.
Questi motori (noti anche con le diciture commerciali J-3, J-4 e J-5) erano parte di una famiglia più numerosa di motori radiali, nota con il nome di Wright Whirlwind.

## Storia del progetto
Il motore Wright R-790 nacque in realtà con il nome di Lawrance J-1, un radiale a nove cilindri sviluppato nei primi anni venti dalla Lawrance Aero Engine Company per la United States Navy.
La marina militare degli Stati Uniti d'America era fervente sostenitrice del motore aeronautico con raffreddamento ad aria in quanto lo riteneva maggiormente adatto ad equipaggiare gli aerei imbarcati rispetto ad un motore raffreddato a liquido e, temendo che la Lawrance Aero Engine Company con la sua dimensione sostanzialmente artigianale non potesse sostenere la produzione necessaria alle proprie richieste, si adoperò affinché la Wright assorbisse l'azienda fondata dal pioniere dell'aviazione Charles Lawrance e si facesse carico della produzione del J-1.
Per quanto i vertici della Wright fossero poco propensi all'acquisizione, soddisfatti della produzione su licenza del V-8 Hispano-Suiza Model "E", decisero di procedere una volta informati dalla U.S. Navy che né il loro motore, né sue parti di ricambio sarebbero più stati oggetto di ordini in futuro. La contrastata operazione ebbe così il suo completamento e Charles Lawrance ebbe, a parziale contropartita, il ruolo di vice-presidente della Wright mentre il J-1 divenne, a tutti gli effetti, il primo motore radiale della Wright Aeronautical Corporation.

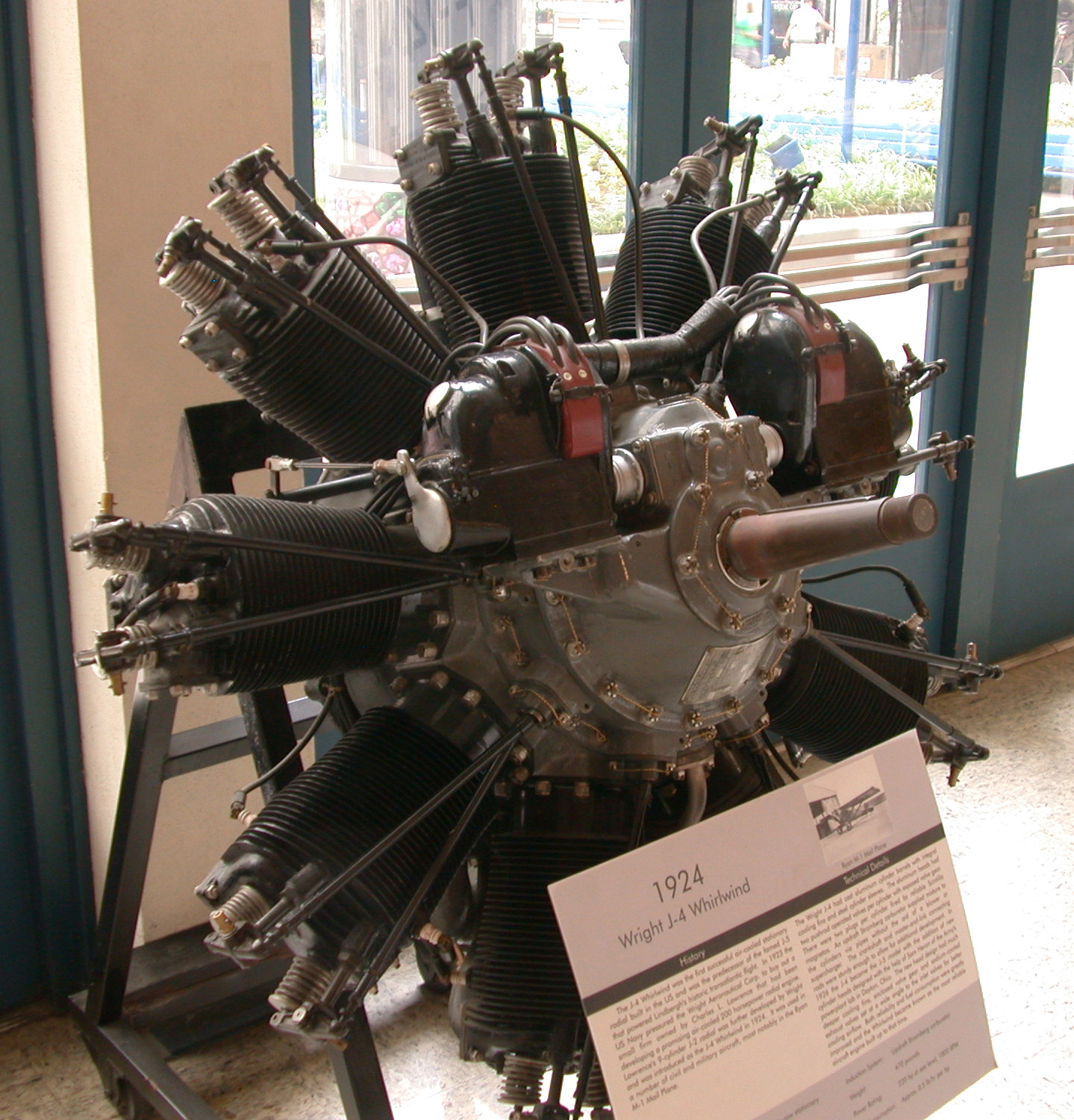
Un motore Wright J-4.

Nel frattempo Lawrence aveva progettato lo sviluppo del motore J-2, in sostanza una versione più grande e potente del precedente; questo progetto fu però presto abbandonato in quanto Lawrence si convinse che non ci fosse necessità di ingrandire il J-1 e, dopo aver realizzato due prototipi non procedette oltre.
Nei due anni successivi la Wright si occupò sia di razionalizzare il processo produttivo del motore, sia di migliorarne il disegno di base (pur mantenendone dimensioni e prestazioni): vennero così rivisti l'impianto di alimentazione, il sistema di raffreddamento e diverse componenti interne con il risultato di migliorarne l'affidabilità e ridurre i consumi di carburante; il risultato ottenuto venne ribattezzato J-3 e fece la sua comparsa nel 1923.
L'anno successivo una revisione complessiva del disegno e delle caratteristiche dei cilindri portò alla nascita della versione J-4, la prima a ricevere il nome Whirlwind.
Nel corso del 1925 comparve la versione J-5: si trattava di una nuova profonda revisione del progetto che incise considerevolmente sia sul processo di aspirazione che su quello di raffreddamento, producendo nuovamente benefici sia in termini di affidabilità che di consumi; dal punto di vista esteriore le novità più evidenti erano costituite dalla maggior distanza tra le valvole e la "scomparsa" di aste e bilancieri, ora posizionati all'interno di un apposito rivestimento.
Nel 1928, secondo il sistema di designazione introdotto congiuntamente dalla U.S. Navy e dagli United States Army Air Corps il 1º febbraio, la denominazione del motore J-5 venne ufficialmente variata in Wright R-790, sulla base della disposizione dei cilindri e della cilindrata (con approssimazione alla decina). Il sistema di designazione non aveva però effetto retroattivo e non incise pertanto sulla designazione dei modelli J-1, J-3 e J-4.

## Descrizione tecnica

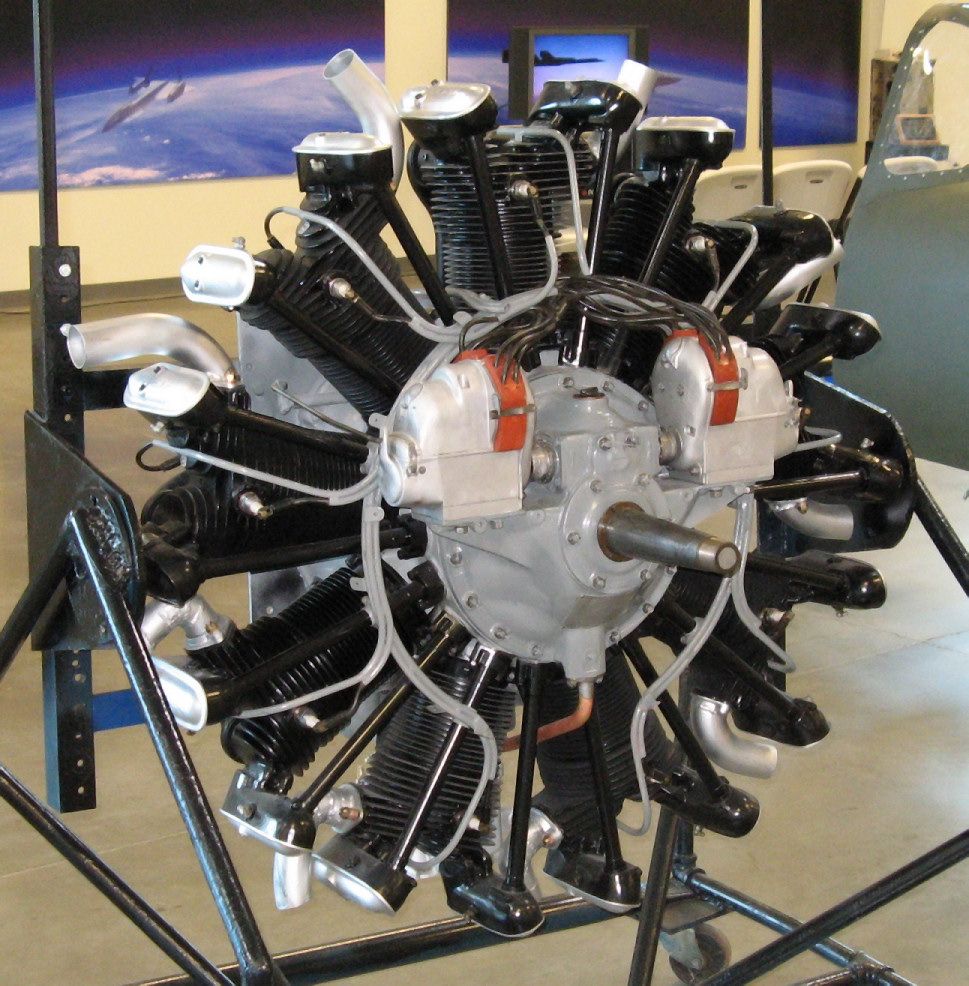
Il Wright J-5 esposto all'Aerospace Museum di Sacramento.

L'R-790 era un motore radiale a nove cilindri, disposti su un'unica fila. Durante tutto il processo dello sviluppo del motore il basamento rimase costantemente realizzato in alluminio mentre i cilindri furono modificati nel corso delle versioni: inizialmente venne usata una tecnica particolare, ritenuta meno costosa, che prevedeva la realizzazione dei cilindri in alluminio in un'unica fusione con le alette di raffreddamento, collegati al basamento; con la versione J-5 si passò ad una soluzione radicalmente diversa, con il cilindro e le alette realizzate in acciaio, filettate ed unite alla testata in alluminio; questa soluzione determinò l'ampliamento della superficie delle alette, facilitando il raffreddamento del motore.
La nuova soluzione adottata per la realizzazione dei cilindri permetteva l'impiego di valvole di maggiori dimensioni; queste erano realizzate in acciaio al tungsteno e lo stelo, cavo, era parzialmente riempito di una miscela di sodio e potassio per facilitarne il raffreddamento. La camera di combustione aveva forma emisferica ed era dotata di due candele situate, rispettivamente, sul fronte e sul retro del motore.
Le nuove soluzioni adottate nella realizzazione del J-5 garantirono una maggiore efficienza del motore, incidendo considerevolmente anche sulla riduzione del consumo di carburante.

## Impiego operativo

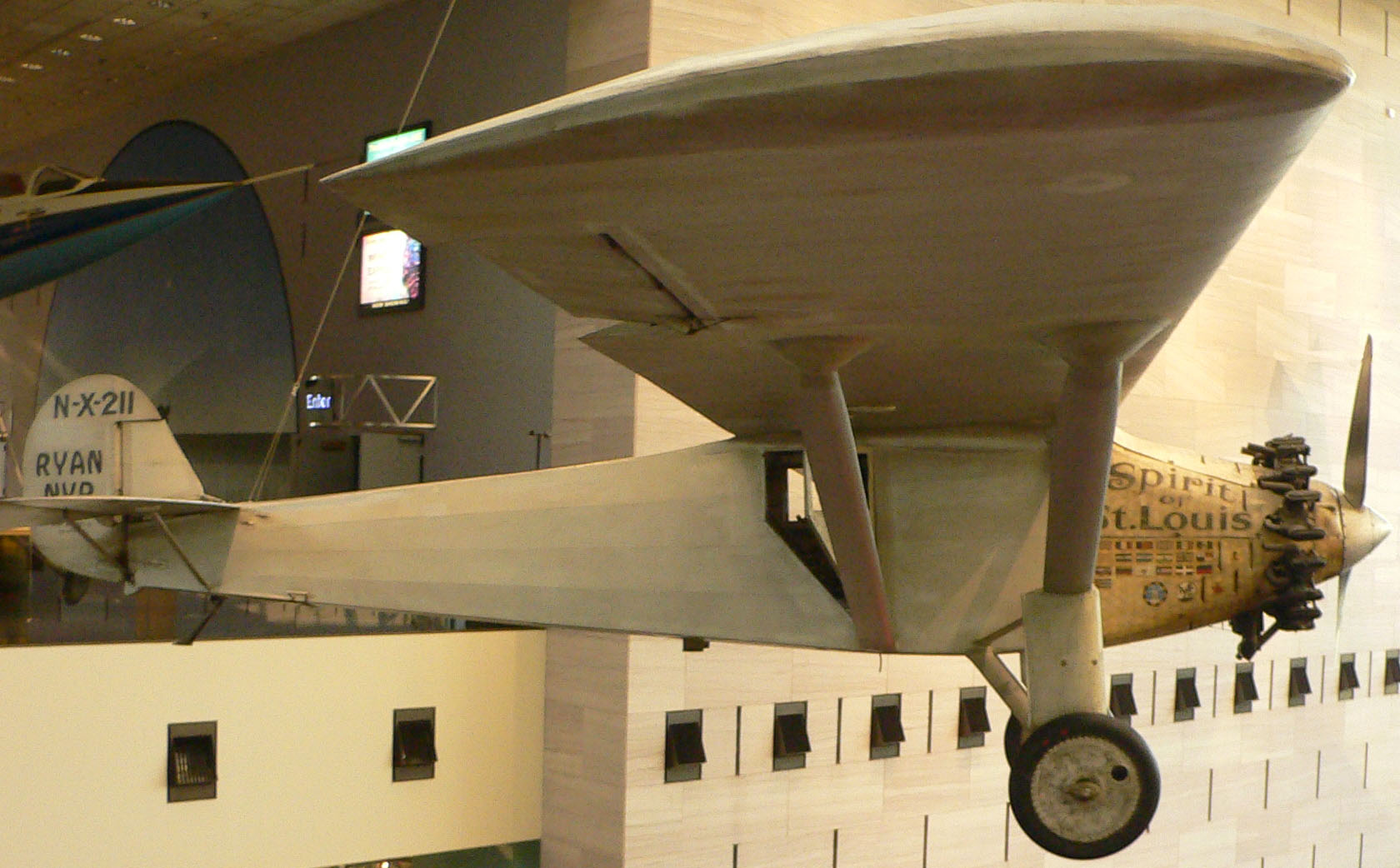
Lo Spirit of St. Louis, esposto al National Air and Space Museum di Washington.

I motori R-790 furono impiegati su numerosi velivoli della U.S. Navy, in modo particolare sugli aerei da addestramento, ma non mancarono esempi di ricognitori o caccia. Con il passare del tempo e delle versioni la crescente affidabilità del motore lo pose all'attenzione del mondo dell'aviazione, determinando il suo utilizzo anche su aerei destinati all'U.S. Army od al più ampio mercato civile.
La fama del J-5 portò anche molti piloti a servirsene per imprese sportive, in particolare alla ricerca di primati di distanza o di durata. La più famosa di queste imprese fu la prima trasvolata atlantica in solitario e senza scalo compiuta tra New York e Parigi da Charles Lindbergh con il suo Spirit of St. Louis tra il 20 ed il 21 maggio del 1927.
Tra i voli di lunga durata degni di nota, compiuti con velivoli equipaggiati con il motore J-5 Whirlwind, vengono ricordati:
- il record di permanenza in volo, portato a termine da Clarence Chamberlin e Bert Acosta nei cieli di New York, rimasti in volo per 51 ore, 11 minuti e 25 secondi sul loro Wright-Bellanca WB-2 nel mese di aprile del 1927;
- il volo non-stop che lo stesso Chamberlin e Charles Levine effettuarono tra New York e Eisleben, ancora una volta a bordo del Wright-Bellanca WB-2, tra il 4 ed il 6 giugno del 1927: i due volarono per un totale di 42 ore e 30 minuti coprendo la distanza di 3 920 mi (pari a circa 6 308 km);
- il primo volo portato a termine tra gli Stati Uniti continentali e le isole Hawaii, realizzato da Albert Hegenberger e Lester Maitland, volando su un Fokker C-2, battezzato Bird of Paradise (Uccello del Paradiso): i due partirono da Oakland il 28 giugno del 1927 alla volta di Honolulu, raggiunta dopo un volo di 25 ore e 50 minuti;
- il primo volo attraverso il Pacifico, portato a compimento da Sir Charles Kingsford Smith con il proprio Ford Trimotor battezzato Southern Cross (Croce del Sud); decollato il 31 maggio 1928 ancora una volta da Oakland, dopo aver fatto tappa alle Hawaii ed alle isole Figi raggiunse Brisbane il 9 giugno;
- il volo della durata record di 150 ore, 40 minuti e 14 secondi compiuto da un equipaggio dell'USAAC con un Fokker C-2A (battezzato Question Mark, Punto Interrogativo) tra il 1° ed il 7 gennaio 1929 nei cieli del sud della California; il volo fu portato a termine grazie ad una serie di rifornimenti in volo ed ebbe termine per un problema ad un'asta di comando delle punterie di uno dei motori.

A Charles Lawrance, padre del motore e successivamente presidente della Wright, venne assegnato il Collier Trophy nel 1927 per il proprio lavoro nell'ambito dei motori radiali raffreddati ad aria.

## Produzione su licenza
La versione J-5 del Whirlwind fu costruita dalla francese Hispano-Suiza e da due produttori polacchi: la Polskie Zakłady Skody (divisione polacca della cecoslovacca Škoda, successivamente nazionalizzata e confluita nella Państwowe Zakłady Lotnicze) e la Avia.

## Mezzi utilizzatori

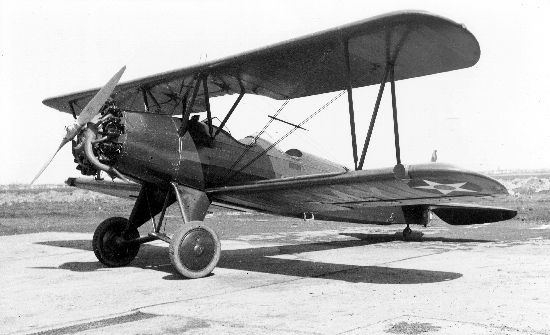
Un Consolidated PT-3, equipaggiato con l'R-790.

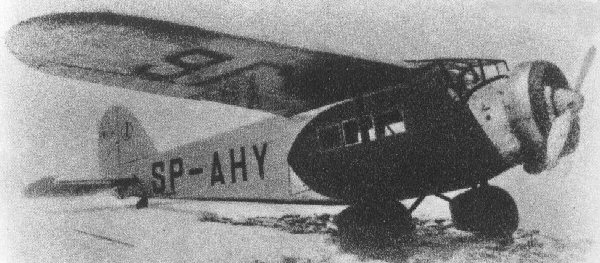
Il PWS-54 con l'R-790 contornato da un anello Townend.

Stati Uniti
- Bellanca CH-200
- Boeing NB
- Boeing-Stearman Model 75
- Buhl Airster
- Consolidated NY
- Consolidated O-17 Courier
- Consolidated PT-3
- Curtiss AT-5
- Curtiss Fledgling
- Fairchild FC-2
- Fokker F.VII
- Fokker Universal
- Ford Trimotor

- Keystone Pronto
- Lockheed Vega (Vega 1)
- Naval Aircraft Factory N3N (N3N-1)
- New Standard D-25
- Pitcairn Mailwing
- Ryan Brougham
- Spirit of St. Louis
- Stearman C3B
- Stinson Detroiter
- Stinson Junior
- Travel Air 4000
- Vought FU
- Waco 10

 Polonia
- Bartel BM-5 (BM-5d)
- Lublin R-XIII
- PWS-24
- PWS-26

- PWS-54
- PZL Ł.2
- ZMC-2

### Pubblicazioni
- (EN) The Wright J-5 Whirlwind, in Flight, Sutton, Surrey - UK, Reed Business Information Ltd., 16 giugno 1927,  pp. 390-392. URL consultato il 24 ottobre 2015.